# Le Bény-Bocage
Le Bény-Bocage és un municipi delegat francès, situat al departament de Calvados i a la regió de Normandia. El 2016 va integrar el municipi nou de Souleuvre en Bocage. És la seu administrativa del municipi nou.